# Anet Bleich
Ada Netty (Anet) Bleich (Den Haag, 2 september 1951) is een Nederlandse journalist, politicoloog, columnist en schrijver.

## Levensloop
Haar vader, journalist Herman Bleich (1917-1995), was een Joodse politieke emigrant. Hij vluchtte in de Tweede Wereldoorlog van Polen naar Duitsland, van Tsjecho-Slowakije naar Frankrijk en Zwitserland om zich uiteindelijk in Den Haag te vestigen. Hij was in de naoorlogse jaren in Nederland voorzitter van de Buitenlandse Persvereniging. Hij was vijftig jaar lang correspondent in Nederland voor Duitse kranten. In 1995 overleed hij in Israël.
Anet Bleich doorliep het Gymnasium Haganum in Den Haag, waar ze hoofdredacteur was van het schoolblad Spectemur Agendo.
Ze studeerde politieke wetenschappen aan de Universiteit van Amsterdam (UvA). In 1969 en 1970 was ze tijdens haar studie lid van de Werkende Jongeren Groep, die ontstaan was binnen de linkse studentenbeweging van de universiteit. Behalve Anet Bleich was ook haar partner Max van Weezel lid van deze groep. Ze was van 1972 tot 1977 lid van de Communistische Partij van Nederland (CPN). Zij zegde haar lidmaatschap op na het lange betoog van CPN-coryfee Paul de Groot naar aanleiding van de verkiezingsnederlaag van zijn partij.  Na het eind van de Koude Oorlog kwam ze genuanceerd terug op haar linkse achtergrond. 
Op de vraag of nazisme en communisme vergelijkbare kenmerken hebben antwoordde ze in 1997 dat je die vraag best kon stellen, 'maar waar ik niet van houd is het pijnlijke gezelschapsspel “welke-van-de-twee-was-erger”'. Volgens haar moet er onderscheid gemaakt worden tussen verschillende fasen en vormen van het communisme. Het communisme was volgens haar niet meer levensvatbaar als je het democratiseert. Afschaffen was de enige manier om het te hervormen. 
Bleich was redacteur van De Groene Amsterdammer en kwam in 1989 in dienst bij de Volkskrant als columniste. Ze trouwde met Max van Weezel en er kwam een dochter, Natascha van Weezel (1986).
Behalve haar activiteiten in het linkse, feministische en intellectuele milieu speelt ook haar Joodse afkomst een rol in haar geschriften. Ze schrijft in publicaties van de Anne Frank Stichting. Verder werkte ze mee aan het Auschwitz Bulletin van het Nederlands Auschwitz Comité (NAC) en heeft ze grote sympathie voor de antifascistische beweging in  Nederland. Dat blijkt onder meer uit een artikel dat ze samen met Rudi Boon in het boek Nederlands racisme (1984) schreef. Ze schreef ook nog een stuk in het boek Oud en nieuw fascisme (1981) van de Anne Frank Stichting.
Op 21 februari 2008 promoveerde ze op een biografie van Joop den Uyl, genaamd Joop den Uyl 1919-1987. Dromer en doordouwer. Ze schreef hiermee de eerste biografie over deze minister-president aan de hand van archiefmateriaal en interviews met betrokkenen. Ze maakte ook gebruik van nog niet eerder vrijgegeven delen van het persoonlijke archief van Den Uyl. Haar promotor was Piet de Rooy. De biografie haalde de voorpagina's van de landelijke dagbladen door de onthulling van de Northrop-affaire rond prins Bernhard.